# Saint-Lager-Bressac
Saint-Lager-Bressac est une commune française située dans le département de l'Ardèche, en région Auvergne-Rhône-Alpes.
Ses habitants sont appelés les Saint-Lagérois et les Saint-Lagéroises.

## Géographie

### Situation et description
La commune est proche du parc naturel régional des Monts d'Ardèche à environ 9 km.
Entourée par les communes de Saint-Symphorien-sous-Chomérac, Saint-Bauzile, Saint-Vincent-de-Barrès et Baix, Saint-Lager-Bressac est située à 13 km au sud-est de Privas préfecture de l’Ardèche et 20 km au nord-ouest de Montélimar, les plus grandes villes aux alentours.

### Géologie et relief
Le village est à une altitude de 176 mètres.
Le ruisseau d'Ozon, le ruisseau de Sichier, le ruisseau de Mascoinet sont les principaux cours d'eau qui traversent la commune de Saint-Lager-Bressac.

### Climat
Pour des articles plus généraux, voir Climat d'Auvergne-Rhône-Alpes et Climat de l'Ardèche.
En 2010, le climat de la commune est de type climat méditerranéen franc, selon une étude du CNRS s'appuyant sur une série de données couvrant la période 1971-2000. En 2020, Météo-France publie une typologie des climats de la France métropolitaine dans laquelle la commune est exposée à un climat méditerranéen et est dans la région climatique Provence, Languedoc-Roussillon, caractérisée par une pluviométrie faible en été, un très bon ensoleillement (2 600 h/an), un été chaud (21,5 °C), un air très sec en été, sec en toutes saisons, des vents forts (fréquence de 40 à 50 % de vents > 5 m/s) et peu de brouillards.
Pour la période 1971-2000, la température annuelle moyenne est de 12,9 °C, avec une amplitude thermique annuelle de 17,9 °C. Le cumul annuel moyen de précipitations est de 970 mm, avec 6,9 jours de précipitations en janvier et 4,3 jours en juillet. Pour la période 1991-2020, la température moyenne annuelle observée sur la station météorologique de Météo-France la plus proche, « Chomérac Sa_rce », sur la commune de Chomérac à 4 km à vol d'oiseau, est de 13,2 °C et le cumul annuel moyen de précipitations est de 1 104,9 mm,. Pour l'avenir, les paramètres climatiques de la commune estimés pour 2050 selon différents scénarios d'émission de gaz à effet de serre sont consultables sur un site dédié publié par Météo-France en novembre 2022.

### Lieux-dits, hameaux et écarts
Le Vieux Saint-Lager, Chamonte, les Mottes, Richard, la Civelle, la Valençonne, Granoux, Petit Granoux, la Roberte, la Chamée, Rochebonne, Pinet, Pierre Noire, Andance, les Chaix, le Lac et la Moze.

## Urbanisme

### Typologie
Au 1er janvier 2024, Saint-Lager-Bressac est catégorisée commune rurale à habitat dispersé, selon la nouvelle grille communale de densité à 7 niveaux définie par l'Insee en 2022.
Elle est située hors unité urbaine. Par ailleurs la commune fait partie de l'aire d'attraction de Privas, dont elle est une commune de la couronne,. Cette aire, qui regroupe 24 communes, est catégorisée dans les aires de moins de 50 000 habitants,.

### Occupation des sols
L'occupation des sols de la commune, telle qu'elle ressort de la base de données européenne d’occupation biophysique des sols Corine Land Cover (CLC), est marquée par l'importance des territoires agricoles (63,3 % en 2018), une proportion identique à celle de 1990 (63,3 %). La répartition détaillée en 2018 est la suivante : 
forêts (34,1 %), terres arables (30,3 %), zones agricoles hétérogènes (17,6 %), prairies (15,5 %), mines, décharges et chantiers (2,1 %), zones urbanisées (0,3 %), milieux à végétation arbustive et/ou herbacée (0,2 %).
L'évolution de l’occupation des sols de la commune et de ses infrastructures peut être observée sur les différentes représentations cartographiques du territoire : la carte de Cassini (XVIIIe siècle), la carte d'état-major (1820-1866) et les cartes ou photos aériennes de l'IGN pour la période actuelle (1950 à aujourd'hui).

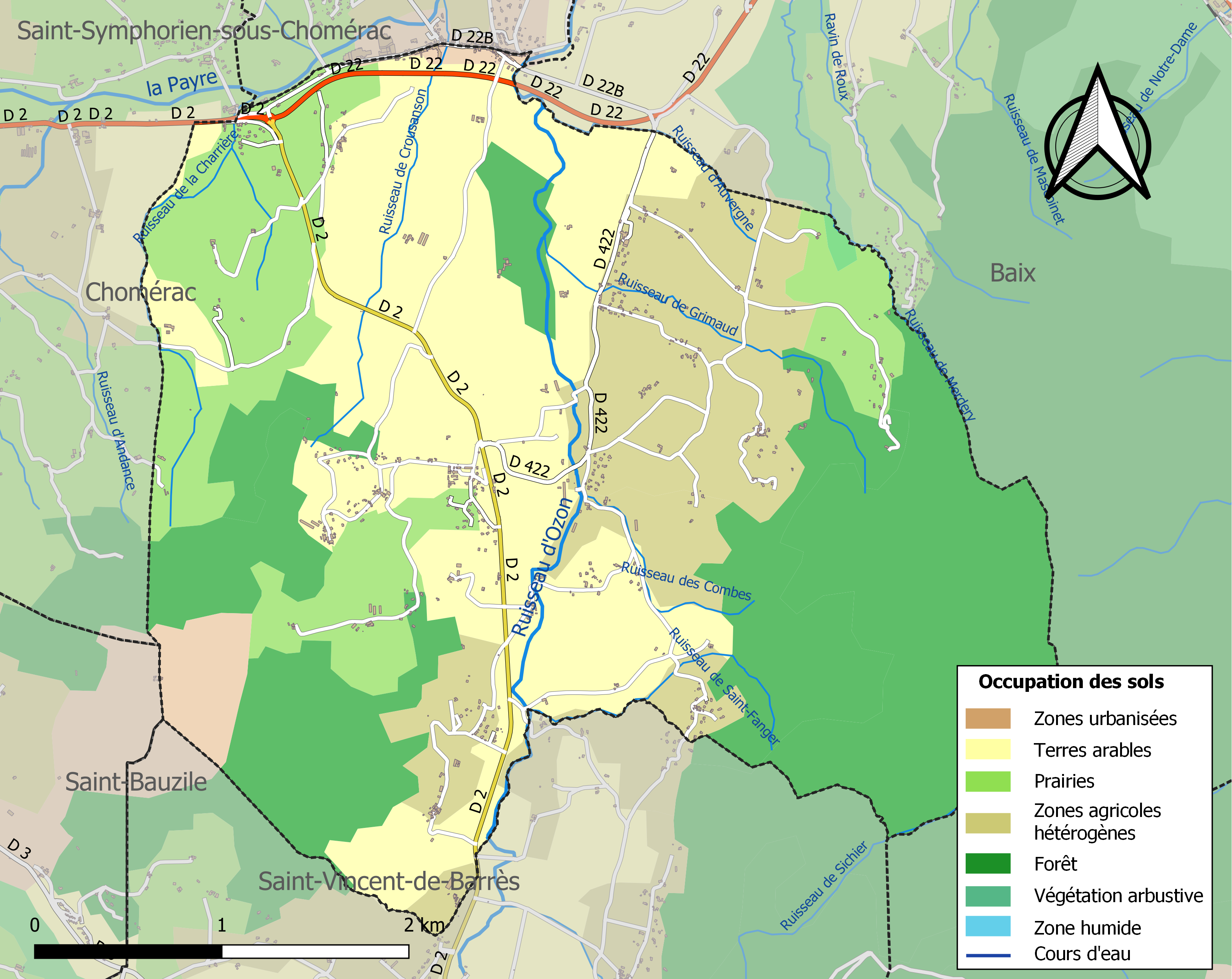
Carte des infrastructures et de l'occupation des sols de la commune en 2018 (CLC).

### Risques naturels et technologiques

#### Risques sismiques
L'ensemble du territoire de la commune de Saint-Lager-Bressac est situé en zone de sismicité no 3, dite « modérée » (sur une échelle de 1 à 5), comme la plupart des communes situées dans la vallée du Rhône, mais non loin de la limite orientale de la zone no 2, dite « faible » qui correspond au plateau ardéchois.
| Type de zone | Niveau            | Définitions (bâtiment à risque normal) |
| ------------ | ----------------- | -------------------------------------- |
| Zone 3       | Sismicité modérée | accélération = 1,1 m/s2                |

## Histoire

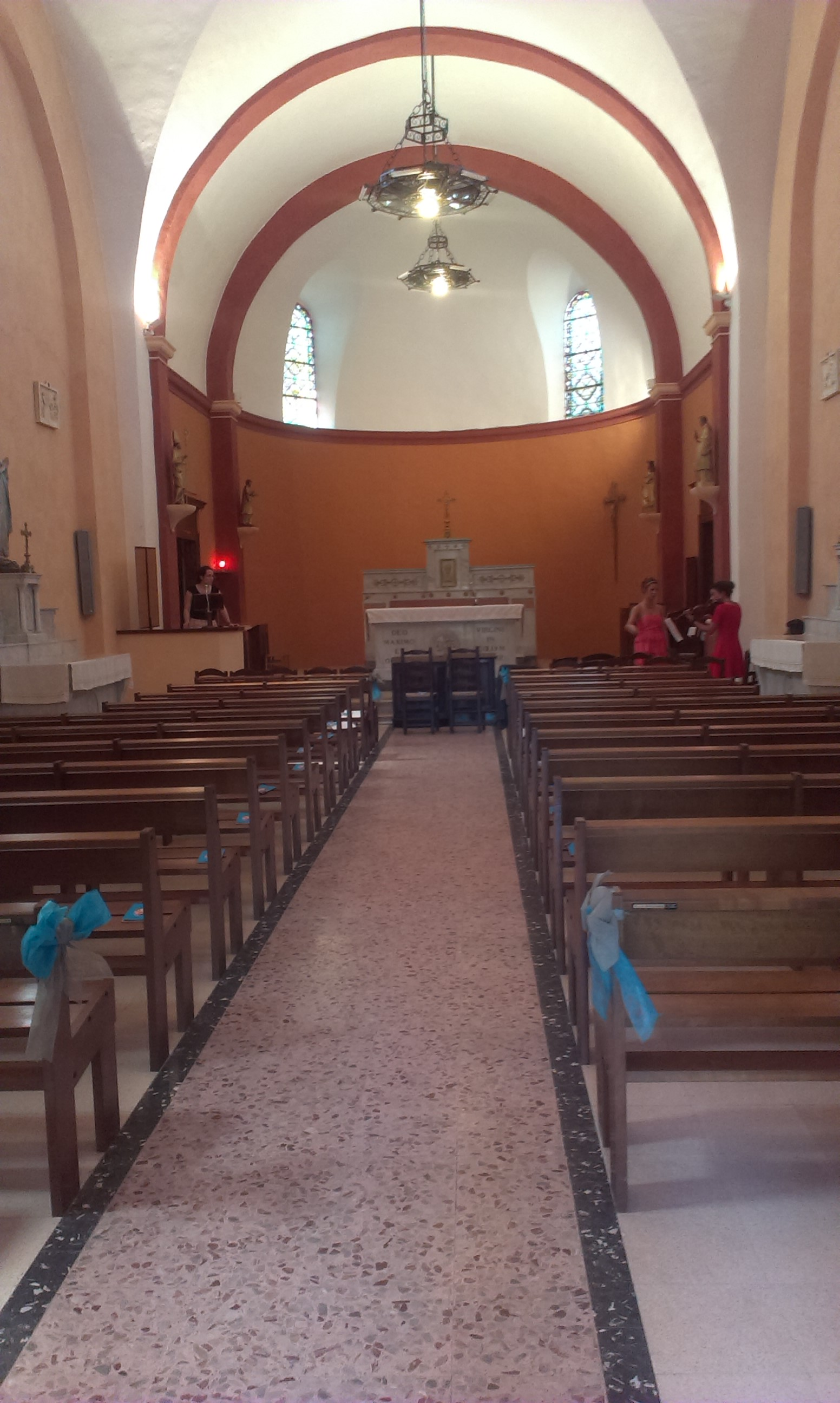
Intérieur de l'église.

Saint Lager ou Léger, Leudgard en germanique, est un évêque d'Autun, conseiller de plusieurs rois mérovingiens, martyrisé vers 678.
Saint-Lager-Bressac découle de l'unification de Saint-Lager et de Saint-André-de-Bressac qui a eu lieu par ordonnance royale le 28 décembre 1825.
Le 4 décembre 1851, à la suite de la proclamation du Second Empire, plusieurs centaines d'habitants de la commune (soit la majeure partie de sa population) menés par un groupe armé marche vers Privas. Ils sont dispersés dans la nuit par les gendarmes qui arrêtent 40 personnes ; un quart sera condamné à de la prison ou déporté (en Algérie ou à Cayenne). Les raisons de cette insurrection sont mal connues, Louis-Napoléon Bonaparte ayant remporté 80 % dans le village lors de l'élection présidentielles de 1848, et l'influence des protestants locaux est soupçonnée.

## Politique et administration

### Tendances politiques et résultats
| Election       | Année | Résultat 1er tour                                                                                          | Resultat 2eme tour |
| -------------- | ----- | --- | --- |
| Présidentielle | 2017  | Marine Le Pen (31,31 %)/ Jean-Luc Melenchon 20,04 %                                                        | Marine Le Pen (54,06 %), Emmanuel Macron (45,94 %) |
| Législatives   | 2017  | Hervé Saulignac, candidat PS (19,60 %)/ Celine Porquet Candidate FN (19,31 %)                              | Hervé Saulignac, candidat PS (63,59 %)/ André Dupont candidat LREM (36,41 %)                                                                                     |
| Régionales     | 2015  | Christophe Boudot, Liste Front national (32,87 %)/ Jean-Jack, Queyranne Liste union de la Gauche (25,41 %) | Jean-Jack Queyranne, Liste Union de la Gauche (37,76 %)/ Christophe Boudot, Liste Front National (32,65 %)/ Laurent Wauquiez, Liste Union de la Droite (29,59 %) |

### Liste des maires
| Période                                  | Période                   | Identité       | Étiquette | Qualité     |
| ---------------------------------------- | ------------------------- | -------------- | --------- | ----------- |
| Les données manquantes sont à compléter. |                           |                |           |             |
| juin 1995                                | En cours (au 6 août 2020) | Alain Bernard, | DVD       | Agriculteur |

## Population et société

### Démographie
L'évolution du nombre d'habitants est connue à travers les recensements de la population effectués dans la commune depuis 1793. Pour les communes de moins de 10 000 habitants, une enquête de recensement portant sur toute la population est réalisée tous les cinq ans, les populations de référence des années intermédiaires étant quant à elles estimées par interpolation ou extrapolation. Pour la commune, le premier recensement exhaustif entrant dans le cadre du nouveau dispositif a été réalisé en 2006.

En 2022, la commune comptait 959 habitants, en évolution de +4,92 % par rapport à 2016 (Ardèche : +2,48 %, France hors Mayotte : +2,11 %).
| 1793 | 1800 | 1806 | 1821 | 1831 | 1836 | 1841 | 1846 | 1851 |
| ---- | ---- | ---- | ---- | ---- | ---- | ---- | ---- | ---- |
| 170  | 213  | 218  | 178  | 585  | 644  | 741  | 717  | 764  |

| 1856 | 1861 | 1866 | 1872 | 1876 | 1881 | 1886 | 1891 | 1896 |
| ---- | ---- | ---- | ---- | ---- | ---- | ---- | ---- | ---- |
| 745  | 851  | 793  | 764  | 779  | 709  | 743  | 733  | 689  |

| 1901 | 1906 | 1911 | 1921 | 1926 | 1931 | 1936 | 1946 | 1954 |
| ---- | ---- | ---- | ---- | ---- | ---- | ---- | ---- | ---- |
| 707  | 673  | 675  | 602  | 564  | 524  | 496  | 498  | 432  |

| 1962 | 1968 | 1975 | 1982 | 1990 | 1999 | 2006 | 2011 | 2016 |
| ---- | ---- | ---- | ---- | ---- | ---- | ---- | ---- | ---- |
| 416  | 373  | 382  | 491  | 569  | 663  | 830  | 873  | 914  |

| 2021 | 2022 | - | - | - | - | - | - | - |
| ---- | ---- | - | - | - | - | - | - | - |
| 956  | 959  | - | - | - | - | - | - | - |

### Enseignement
La commune est rattachée à l'académie de Grenoble.

### Médias
La commune est située dans la zone de distribution de deux organes de la presse écrite :
- L'Hebdo de l'Ardèche

Il s'agit d'un journal hebdomadaire français basé à Valence et couvrant l'actualité de tout le département de l'Ardèche.
- Le Dauphiné libéré

Il s'agit d'un journal quotidien de la presse écrite française régionale distribué dans la plupart des départements de l'ancienne région Rhône-Alpes, notamment l'Ardèche. La commune est située dans la zone d'édition de Privas.

## Culture locale et patrimoine

### Lieux et monuments
- Église Saint-Lager de Saint-Lager-Bressac.

### Héraldique
| Blason de Saint-Lager-Bressac | Blason  | D'azur au saule arraché d'argent, au chef d'argent chargé de trois flanchis de gueules. DeviseArdéchois, cœur fidèle. |
| Blason de Saint-Lager-Bressac | Détails | Blason de la famille de Fabrias. Adopté par la municipalité le 29 juillet 2014.                                       |